# Als twee druppels water
Als twee druppels water é um filme de drama neerlandês de 1963 dirigido e escrito por Fons Rademakers. Foi selecionado como representante dos Países Baixos à edição do Oscar 1964, organizada pela Academia de Artes e Ciências Cinematográficas.

## Elenco
- Lex Schoorel - Ducker / Dorbeck
- Nan Los - Marianne
- Van Doude - Inspetor Wierdeman
- Guus Verstraete - Ebernuss
- Ko Arnoldi - Médico
- Andrea Domburg - Marianne (voz)
- Jos Gevers - Tio Frans
- Mia Goossen - Ria Ducker
- Elise Hoomans - mãe de Duckers
- Sacco van der Made - oficial alemão
- Hans Polman - Turlings
- Piet Römer